# Mount Kristensen
Mount Kristensen är ett berg i Antarktis. Det ligger i den centrala delen av kontinenten. Nya Zeeland gör anspråk på området. Toppen på Mount Kristensen är 3 460 meter över havet.
Terrängen runt Mount Kristensen är bergig norrut, men söderut är den kuperad. Trakten är obefolkad. Det finns inga samhällen i närheten.